# قورباغه‌ماهی
قورباغه‌ماهی(نام علمی: Antennariidae) نام یک تیره از راسته ماهیگیرماهی‌سانان است.
قورباغه‌ماهی‌ها نوعی از ماهی‌های گوشت‌خوار بدون فلس هستند که با استفاده از قابلیت خود برای استتار از ماهی‌های کوچک‌تر تغذیه کنند و همچنین خود را از چشم شکارچیان بزرگ‌تر پنهان کنند. دهان این ماهی می‌تواند تا ۲۰ برابر بزرگتر از حالت عادی خود باز شود و با استفاده از حفره‌هایی در زیر باله می‌تواند با خارج کردن آب خود را به جلو پرتاب کند و حتی با استفاده از باله‌های لگنی خود در کف اقیانوس راه رفته یا مانند قورباغه بجهد.

## نگارخانه

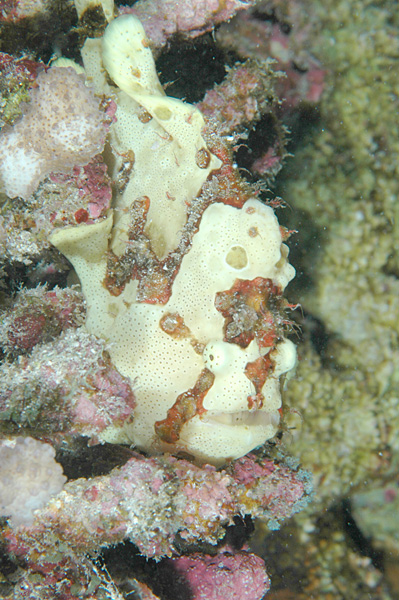
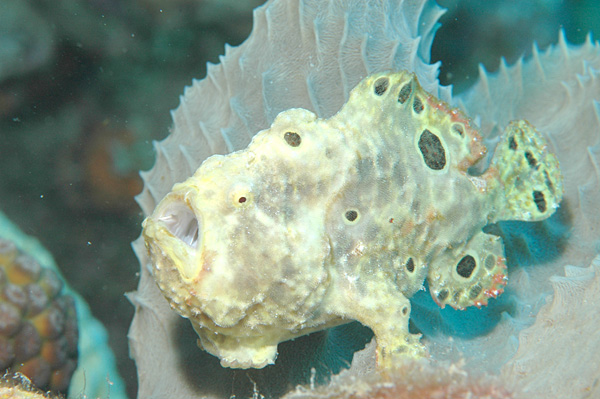
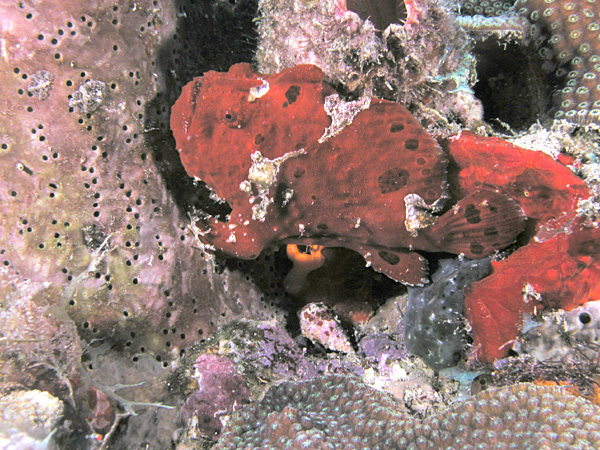
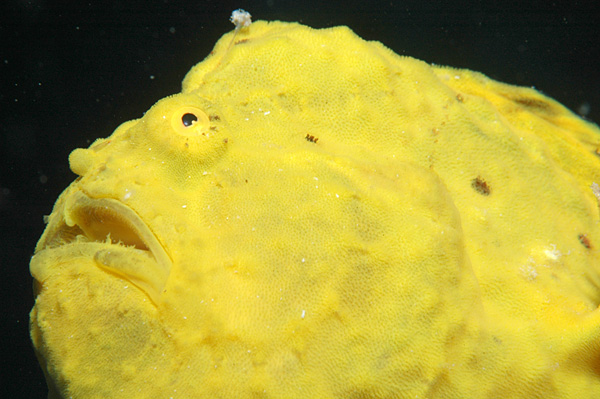
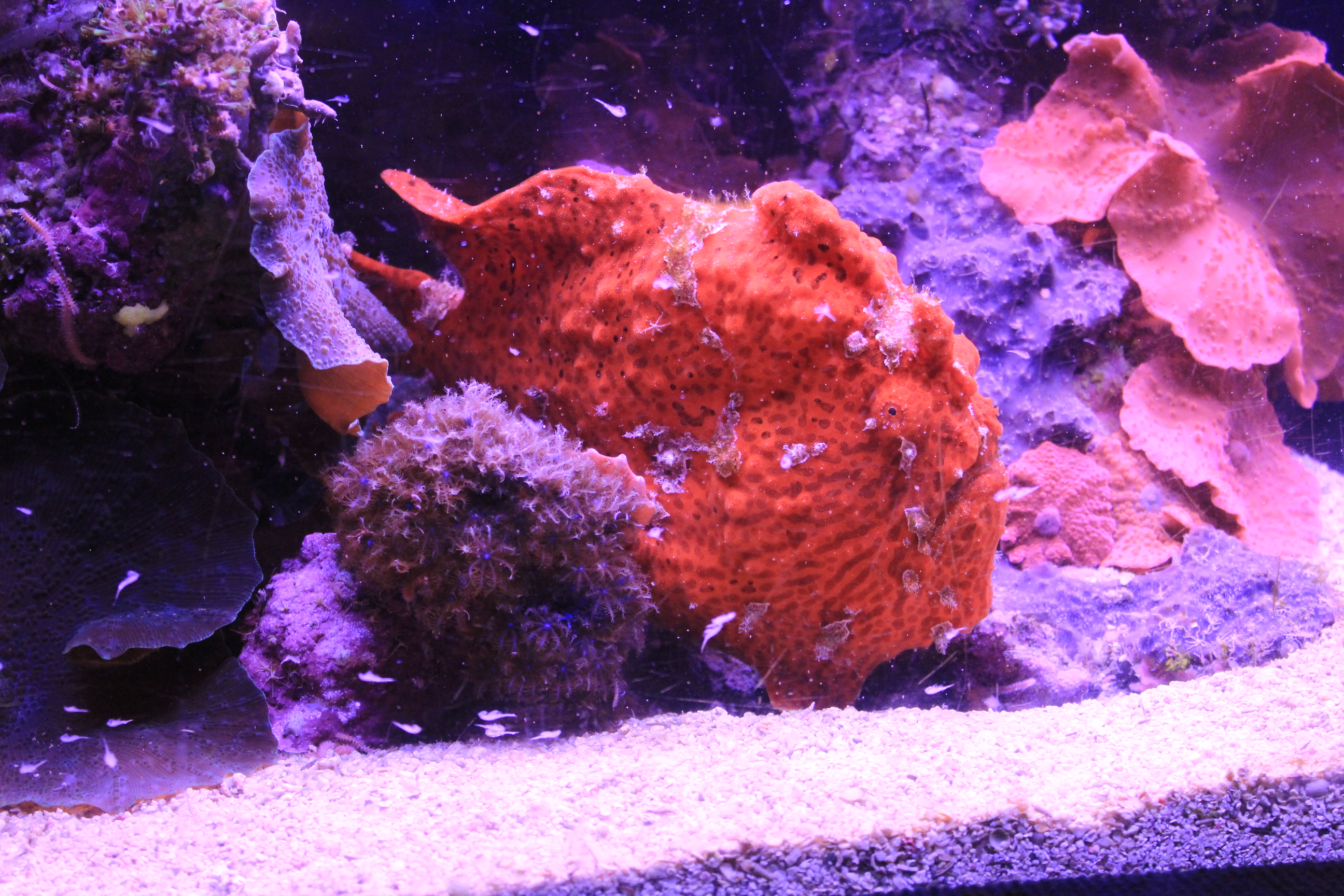
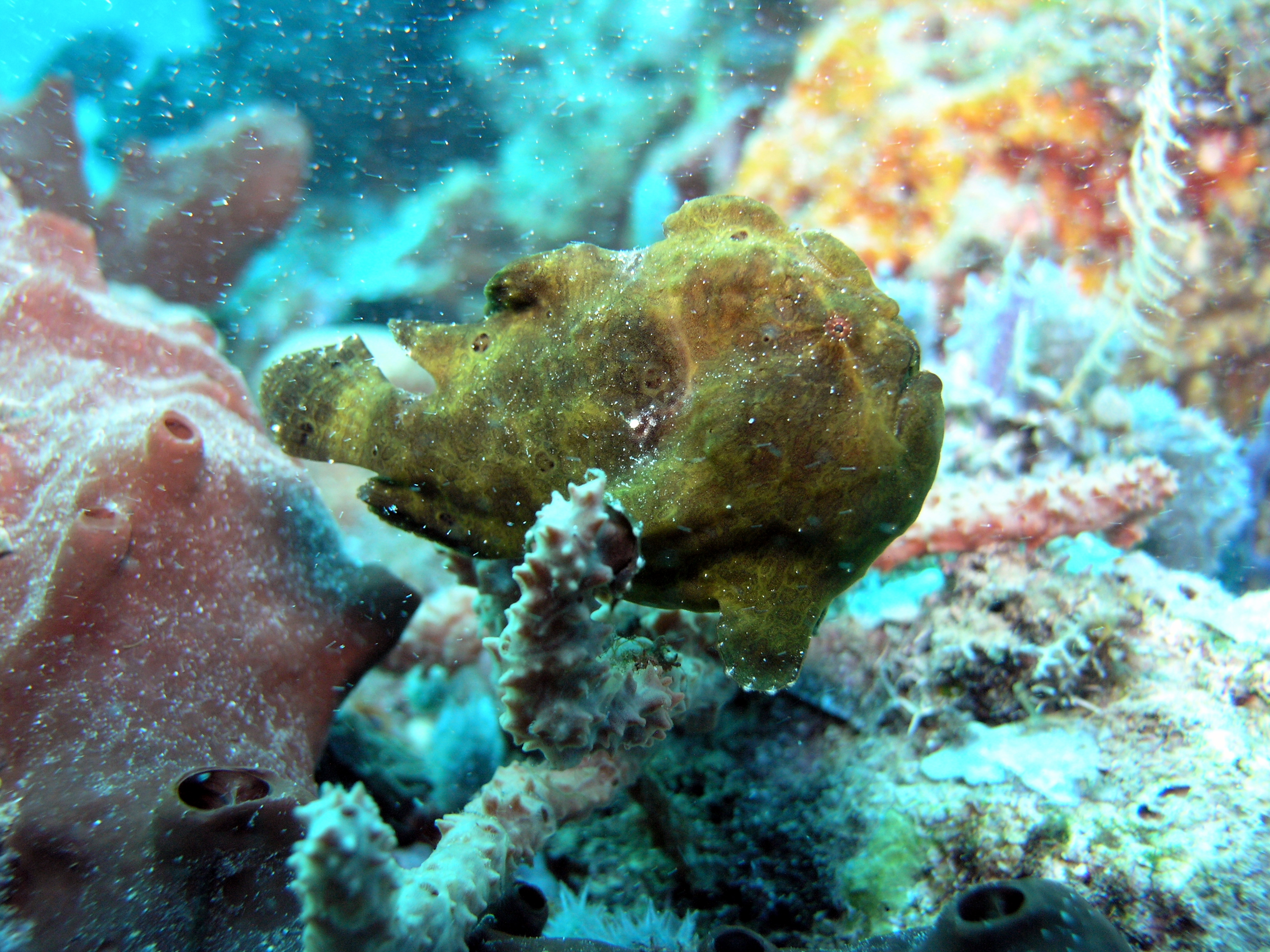
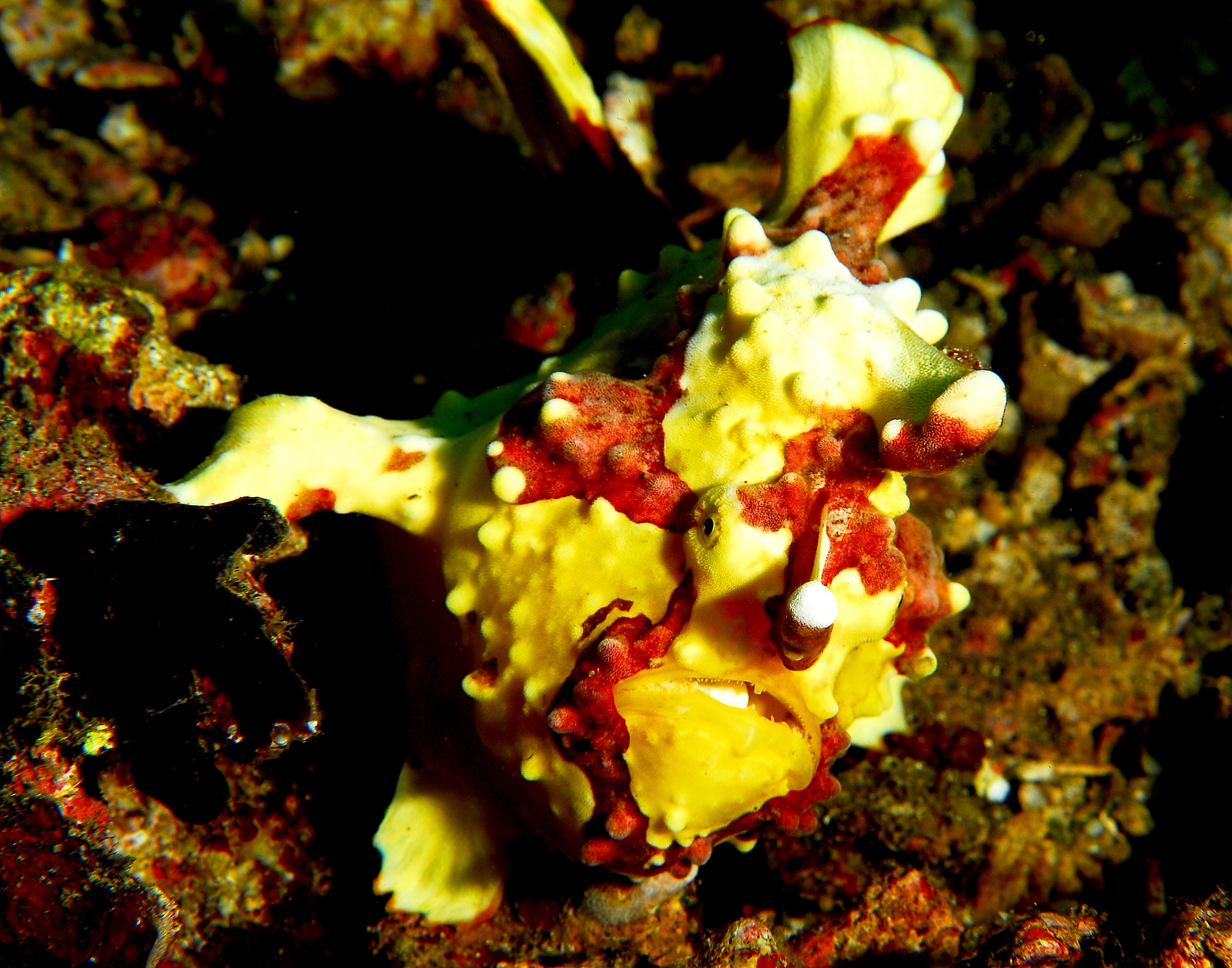